# Paléotempestologie
La paléotempestologie est l'étude de l'activité passée des cyclones tropicaux au moyen de proxys géologiques ainsi que de documents historiques. Le terme a été inventé par le météorologue américain Kerry Emanuel.
L'approche habituelle en paléotempestologie est l'identification des dépôts laissés par les tempêtes. Le plus souvent, il s’agit de dépôts excessifs dans les plans d’eau proches de la côte ; d'autres moyens sont les variations du rapport isotopique de l'oxygène causées par les précipitations des cyclones tropicaux dans les arbres ou les spéléothèmes (dépôts de grottes) et l'identification des crêtes de plage soulevées par les vagues de tempête. Le taux d’occurrence des cyclones tropicaux peut alors être déduit de ces dépôts et parfois aussi leur intensité – généralement les événements les plus forts sont les plus facilement reconnaissables –, en les comparant aux dépôts laissés par les événements historiques.
Des recherches paléotempestologiques ont montré que sur la côte du golfe du Mexique et en Australie, le taux d'apparition de cyclones tropicaux intenses est d'environ une fois tous les quelques siècles, et qu'il existe des variations à long terme dans leur occurrence, causées, par exemple, par des changements de température, de leurs chemins. Les problèmes courants en paléotempestologie sont des facteurs de confusion tels que les dépôts générés par les tsunamis et le fait que seules certaines parties du monde ont été étudiées.

## Définition et justification
La paléotempestologie est l'estimation de l'activité des cyclones tropicaux à l'aide de données proxy (des éléments qui témoignent des conséquences des cyclones sans être des mesures directes de ces derniers). Le nom de la discipline a été inventé par Kerry Emanuel du Massachusetts Institute of Technology; le domaine a connu une activité accrue depuis les années 1990 et des études ont été menées pour la première fois aux États-Unis d'Amérique sur la côte Est.
La prise de conscience qu'on ne peut pas se fier uniquement aux archives historiques pour déduire l'activité des tempêtes passées a été une force motrice majeure pour le développement de la paléotempestologie. Dans de nombreux endroits, les archives historiques sont trop courtes (un siècle au maximum) pour déterminer correctement le risque produit par les cyclones tropicaux, en particulier les rares très intenses qui sont parfois sous-échantillonnés par les archives historiques; aux États-Unis, par exemple, seulement 150 ans environ de données sont disponibles, et seul un petit nombre d’ouragans classés dans les catégories 4 ou 5 – les plus destructeurs sur l’échelle de Saffir-Simpson – ont touché terre, ce qui rend difficile l’estimation du niveau de risque. De tels enregistrements peuvent également ne pas être représentatifs des conditions météorologiques futures,.
Les informations sur les occurrences passées de cyclones tropicaux peuvent être utilisées pour limiter la façon dont leurs occurrences pourraient changer à l'avenir, ou sur la façon dont ils réagissent aux modes climatiques à grande échelle, tels que les changements de température de la surface de la mer. En général, l’origine et le comportement des systèmes cycloniques tropicaux sont mal compris et on craint que le réchauffement climatique d’origine humaine n’augmente l’intensité des cyclones tropicaux et la fréquence des événements violents en augmentant les températures de la surface de la mer,.

## Techniques
En général, la paléotempestologie est un domaine scientifique complexe qui chevauche d'autres disciplines comme la climatologie et la géomorphologie côtière. Un certain nombre de techniques ont été utilisées pour estimer les risques passés liés aux cyclones tropicaux. Beaucoup de ces techniques ont également été appliquées à l'étude des tempêtes extratropicales, bien que la recherche dans ce domaine soit moins avancée que sur les cyclones tropicaux.

### Dépôts excessifs
Les dépôts inondés dans les atolls, les lacs côtiers, les marais ou les platiers récifaux constituent la preuve paléoclimatologique la plus importante des frappes de cyclones tropicaux. Lorsque les tempêtes frappent ces zones, les courants et les vagues peuvent franchir les barrières, éroder celles-ci et d'autres structures de plage et déposer des dépôts dans les plans d'eau derrière les barrières,,. Des brèches isolées et des franchissements particulièrement répandus des barrières côtières lors de tempêtes peuvent générer des dépôts en couches en forme d'éventail derrière la barrière. Des couches individuelles peuvent être corrélées à des tempêtes particulières dans des circonstances favorables ; en outre, ils sont souvent séparés par une frontière claire des sédiments antérieurs. De tels dépôts ont par exemple été observés en Caroline du Nord après l'ouragan Isabel en 2003. L'intensité et les impacts du cyclone tropical peuvent également être déduits des dépôts de débordement en comparant les dépôts à ceux formés par les tempêtes connues et en analysant leur lithologie (leurs caractéristiques physiques). De plus, des couches de sédiments plus épaisses correspondent généralement à des systèmes de tempêtes plus forts. Cette procédure n'est cependant pas toujours claire.
Plusieurs techniques ont été appliquées pour séparer les dépôts de débordement des tempêtes des autres sédiments :
- Comparés aux processus de sédimentation normaux dans de tels endroits, les dépôts des cyclones tropicaux sont plus rugueux et peuvent être détectés par tamisage, technologies dépendantes du laser[20] ou techniques de fluorescence aux rayons X[21].
- Dans les carottes de sédiments, les dépôts formés par les cyclones tropicaux peuvent être plus denses en raison d'une plus grande proportion de minéraux associés aux débordements, qui peuvent être détectés par des techniques de fluorescence aux rayons X[22].
- Ils peuvent contenir moins de matière organique que les dépôts formés par sédimentation régulière, ce qui peut être détecté en brûlant les dépôts et en mesurant la perte de masse qui en résulte[23]. Ceci et la granulométrie des sédiments sont les outils de recherche les plus courants pour les carottes de sédiments[20].
- Une technique peu utilisée est l’analyse de la matière organique dans les carottes de sédiments ; il existe des changements caractéristiques dans les rapports isotopiques du carbone et de l'azote[24] après l'inondation et l'entrée dans l'eau de mer, y compris une augmentation générale de la productivité biologique[25].
- Les dépôts de surlavage peuvent contenir des éléments qui ne sont normalement pas présents sur le site, comme le strontium ; cela peut être détecté grâce aux techniques de fluorescence des rayons X[21].
- Les dépôts de surlavage ont généralement des couleurs plus vives que celles générées lors d'une sédimentation régulière[4] et différentes quantités de fragments grossiers[26].
- Les ondes de tempête peuvent transporter des structures vivantes dans des dépôts qui ne se produisent normalement pas dans ces contextes. Les sécheresses ou l’entrée d’eau sans rapport avec une tempête peuvent cependant perturber ces enregistrements. Ainsi, cette méthode est souvent complétée par d’autres proxys. La structure vivante la plus couramment utilisée ici sont les foraminifères, bien que les bivalves, les diatomées, les dinoflagellés, les ostracodes et le pollen aient également été utilisés[27]. Les foraminifères marins ne sont cependant pas toujours présents dans les dépôts formés par les tempêtes historiques[28].

Généralement, les sites propices à l'obtention d'enregistrements paléotempestologiques ne se trouvent pas sur toute la longueur du littoral et, en fonction des propriétés du site telles que la couverture végétale, ils peuvent uniquement suivre les tempêtes venant d'une certaine direction. Les conditions préalables à une corrélation réussie entre les dépôts excessifs et les cyclones tropicaux sont les suivantes :
- L'absence de tsunamis dans la région, car leurs dépôts ne peuvent généralement pas être facilement distingués des dépôts de tempête[30].
- La zone d’investigation devrait avoir une faible activité biologique, car la bioturbation pourrait autrement effacer les traces de dépôts de tempête. Une faible activité biologique peut être trouvée dans des sites présentant des concentrations élevées de sel ou de faibles concentrations d'oxygène[30].
- Une grande stabilité géomorphique du site[30].
- Des taux de sédimentation élevés peuvent faciliter la préservation des dépôts de tempête[30].
- Les marées peuvent détruire les dépôts de tempête en couches ; les plans d’eau sans marée sont donc idéalement utilisés. Dans les plans d'eau soumis à une activité de marée, des corrélations impliquant diverses carottes de sédiments peuvent être appliquées[31].

#### Datation et détermination de l’intensité
Diverses techniques de datation peuvent ensuite être utilisées pour produire une chronologie des frappes de cyclones tropicaux à un endroit donné et donc un taux de récurrence, ; par exemple, au lac Shelby en Alabama, une période de retour d'une fois tous les 318 ans a été déterminée. Les tempêtes enregistrées dans le lac Shelby ont des vitesses de vent supérieures à 190 kilomètres par heure, car l'ouragan Ivan, qui en 2004 a touché terre dans la région à cette intensité, n'a laissé aucun dépôt. Sur la base de considérations géologiques, la vitesse minimale du vent des tempêtes enregistrées là-bas pourrait être de 230 kilomètres par heure.
À des fins de datation, les procédures de datation radiométrique impliquant le carbone 14, le césium 137 et le plomb 210 sont les plus couramment utilisées, souvent en combinaison. La datation en série de l'uranium, la luminescence stimulée optiquement et les corrélations avec l'utilisation humaine des terres peuvent également être utilisées à certains endroits.

### Crêtes de plage
Les crêtes de plage et les cheniers se forment lorsque des ondes de tempête, des vagues de tempête ou des marées déposent des débris dans les crêtes, une crête correspondant généralement à une tempête. Les crêtes peuvent être formées par des décombres coralliens là où les récifs coralliens se trouvent sur la côte, et peuvent contenir des structures de couches complexes, des coquillages, de la pierre ponce, et du gravier. Un exemple connu est la crête générée par le cyclone Bebe sur l'atoll de Funafuti en 1971.
Les crêtes de plage sont courantes sur les côtes deltaïques de la Chine et indiquent une activité accrue des typhons. Ils ont également été trouvés sur les côtes australiennes face à la Grande Barrière de Corail et sont formés à partir de coraux retravaillés. La hauteur de chaque crête semble être en corrélation avec l'intensité de la tempête qui l'a produite, et ainsi l'intensité de la tempête en formation peut être déduite par modélisation numérique et comparaison avec les tempêtes connues et les ondes de tempête connues. Les crêtes ont tendance à être plus anciennes à mesure qu'elles se trouvent à l'intérieur des terres ; elles peuvent également être datées par luminescence stimulée optiquement et par datation au radiocarbone. De plus, aucune crête de plage générée par le tsunami n'a été observée, et les tsunamis sont d'importants facteurs de confusion en paléotempestologie.
L'érosion ou l'accumulation provoquée par le vent peut modifier l'élévation de ces crêtes et, en outre, la même crête peut être formée par plus d'une tempête, comme cela a été observé en Australie. Les crêtes de plage peuvent également se déplacer par des processus non-tempête après leur formation et peuvent se former par des processus cycloniques non tropicaux. La texture sédimentaire peut être utilisée pour déduire l'origine d'une crête à partir des ondes de tempête.

### Rapports isotopiques
Les précipitations dans les cyclones tropicaux ont une composition isotopique caractéristique avec un appauvrissement en isotopes lourds de l'oxygène ; les données sur les isotopes du carbone et de l'azote ont également été utilisées pour déduire l'activité des cyclones tropicaux. Les coraux peuvent stocker des rapports isotopiques de l'oxygène qui, à leur tour, reflètent la température de l'eau, les précipitations et l'évaporation ; ceux-ci peuvent à leur tour être liés à l'activité des cyclones tropicaux. Les otolithes de poissons et les bivalves peuvent également stocker de tels enregistrements, tout comme les arbres où les rapports isotopiques de l'oxygène des précipitations se reflètent dans la cellulose des arbres et peuvent être déduits à l'aide des cernes des arbres. Cependant, des facteurs de confusion tels que la variation naturelle et les propriétés du sol influencent également les rapports isotopiques de l'oxygène dans la cellulose des arbres. Pour ces raisons, seule la fréquence des tempêtes peut être estimée de manière fiable à partir des enregistrements isotopiques des cernes des arbres, et non leur intensité.
Les spéléothèmes, dépôts formés dans les grottes par la dissolution et la redéposition de dolomite et de calcaire, peuvent stocker des signatures isotopiques associées aux cyclones tropicaux, en particulier dans les spéléothèmes à croissance rapide, les zones aux sols minces et les spéléothèmes peu altérés. De tels dépôts ont une résolution temporelle élevée et sont également protégés de nombreux facteurs de confusion bien que l'extraction de couches annuelles ne soit devenue possible que récemment, avec une résolution de deux semaines (deux couches distinctes corrélées à deux ouragans qui ont frappé à deux semaines d'intervalle). ) atteint dans un cas. Cependant, l’adéquation des spéléothèmes dépend des caractéristiques de la grotte dans laquelle ils se trouvent ; les grottes qui sont fréquemment inondées peuvent voir leurs spéléothèmes érodés ou autrement endommagés, par exemple, ce qui les rend moins adaptées à la recherche en paléotempestologie. Les grottes où les spéléothèmes se forment principalement pendant la basse saison risquent également de manquer les cyclones tropicaux. Des enregistrements très anciens peuvent être obtenus à partir des rapports isotopiques de l'oxygène dans les roches.

### Autres techniques
Les documents historiques tels que les journaux officiels des comtés de Chine, les journaux intimes, les carnets de voyage, les histoires officielles et les vieux journaux peuvent contenir des informations sur les cyclones tropicaux. En Chine, ces enregistrements remontent à plus d'un millénaire, tandis qu'ailleurs, ils se limitent généralement aux 130 dernières années. Ces enregistrements historiques sont cependant souvent ambigus ou peu clairs, ils n'enregistrent que les tempêtes touchant terre et confondent parfois les systèmes non tropicaux ou les tempêtes convectives intenses avec les cyclones tropicaux. La fréquence des naufrages a été utilisée pour déduire l'apparition de cyclones tropicaux dans le passé, comme cela a été fait avec une base de données des naufrages que les Espagnols ont subis dans les Caraïbes.
Outre les rapports isotopiques de l'oxygène, les cernes des arbres peuvent également enregistrer des informations sur les dommages causés aux plantes ou aux changements de végétation causés par les tempêtes, tels que les cernes minces des arbres dus aux dommages causés à la canopée des arbres par les tempêtes, et l'intrusion d'eau salée et les conséquences qui en résultent, comme le ralentissement de la croissance des arbres. Le terme « dendrotempestologie » est utilisé dans ce contexte,,. Les spéléothèmes peuvent également stocker des oligo-éléments qui peuvent signaler l'activité des cyclones tropicaux et des couches de boue formées par les inondations des grottes provoquées par les tempêtes. D'un autre côté, les sécheresses peuvent faire baisser suffisamment le niveau des eaux souterraines pour que les tempêtes ultérieures ne puissent pas provoquer d'inondations et ne parviennent ainsi pas à laisser un record, comme cela a été noté au Yucatan.
Autres techniques :
- Rythmites dans les embouchures des rivières[3]. Ceux-ci se forment lorsque les tempêtes remettent en suspension les sédiments ; les sédiments, lorsque la tempête diminue, tombent et forment des dépôts, en particulier dans les endroits riches en sédiments. Les données isotopiques et chimiques du carbone peuvent être utilisées pour les distinguer de la sédimentation non liée aux tempêtes[69].
- Les dunes de sable sur les côtes sont influencées par la hauteur des ondes de tempête[70], et des évasements de sable peuvent se former lorsque le sable est emporté de ces dunes par les ondes de tempête et les vagues[50] ; ces dépôts sont cependant mieux étudiés dans le contexte des tsunamis et il existe il n'existe aucun moyen clair de distinguer les évasements formés par le tsunami et ceux formés par une tempête[71].
- Dépôts bosselés dans les mers peu profondes[3], connus sous le nom de tempêtes[72]. Les mécanismes de leur formation sont encore controversés[73] et ces dépôts sont sujets à des remaniements qui effacent les traces d'une tempête[14].
- Les rochers[74] et les blocs de corail peuvent être déplacés par les tempêtes et ces blocs déplacés peuvent potentiellement être datés pour obtenir l'âge de la tempête, si certaines conditions sont remplies[75]. Ils peuvent être corrélés aux tempêtes à l'aide d'excursions isotopiques de l'oxygène par exemple[76]. Cette technique a également été appliquée aux îles formées par des blocs déplacés par la tempête[77].
- L'érosion provoquée par les vagues pendant les tempêtes peut créer des escarpements[78] qui peuvent être datés à l'aide d'une luminescence stimulée optiquement[79]. Ces escarpements ont cependant tendance à être modifiés au fil du temps – des tempêtes ultérieures peuvent éroder des escarpements plus anciens, par exemple – et leur préservation et leur formation dépendent souvent fortement de la géologie locale[80].
- D'autres techniques impliquent l'identification de dépôts d'eau douce inondés par les tempêtes[76], tels que l'acide humique[63],[66] et d'autres preuves dans les coraux[81], et le manque de brome – qui est courant dans les sédiments marins – dans les dépôts liés aux inondations[82], et la mortalité des bancs d'huîtres causée par les sédiments suspendus par les tempêtes (la mortalité des huîtres peut toutefois également être causée par des phénomènes autres que les tempêtes)[83].
- La luminescence des dépôts coralliens a été utilisée pour déduire l'activité des cyclones tropicaux[76].
- Les coquilles de Tridacna enregistrent les éléments traces sur une base quotidienne ou horaire, ainsi que les troubles de la croissance causés par les cyclones tropicaux[84].
- Les cernes de croissance de zones boisées peuvent aussi enregistrer des disproportions causées par des vents tempétueux intenses [85].

### Délais
Une base de données des cyclones tropicaux remontant à 6 000 av. J.-C. a été compilée pour l'ouest de l'océan Atlantique Nord. Dans le golfe du Mexique, les enregistrements remontent à cinq millénaires, mais seuls quelques typhons remontent à 5 000 à 6 000 ans. En général, les enregistrements de cyclones tropicaux ne remontent pas à plus de 5 000 à 6 000 ans, lorsque l'élévation du niveau de la mer à l'Holocène s'est stabilisée ; les dépôts de cyclones tropicaux formés lors des basses terres du niveau de la mer ont probablement été remaniés lors de l'élévation du niveau de la mer. Il n'existe que des preuves provisoires de dépôts du dernier interglaciaire.[86] Les dépôts de tempestite et les rapports isotopiques de l'oxygène dans des roches beaucoup plus anciennes ont également été utilisés pour déduire l'existence d'une activité cyclonique tropicale dès le Jurassique.

## Résultats
Les informations paléotempestologiques ont été utilisées par le secteur des assurances dans l'analyse des risques afin de fixer les tarifs d'assurance. L'industrie a également financé des recherches paléotempestologiques. Les informations paléotempestologiques intéressent également les archéologues, les écologistes et les gestionnaires des ressources forestières et hydriques.

### Taux de récidive
Le taux de récurrence, c'est-à-dire l'intervalle de temps entre les tempêtes, est une mesure importante utilisée pour estimer le risque de cyclone tropical et peut être déterminé par des recherches paléotempestologiques. Dans le golfe du Mexique, des ouragans catastrophiques à des endroits donnés se produisent environ tous les 350 ans au cours des 3 800 dernières années, soit une fréquence annuelle d'environ 0,48 à 0,39 % sur un site donné, avec un taux de récurrence de 300 ans ou 0,33 % de probabilité annuelle sur les sites des Caraïbes et du golfe du Mexique ; des tempêtes de catégorie 3 ou plus se produisent à un rythme de 3,9 à 0,1 tempêtes de catégorie 3 ou plus par siècle dans le nord du golfe du Mexique] Ailleurs, des cyclones tropicaux d'intensité de catégorie 4 ou plus se produisent environ tous les 350 ans dans le delta de la rivière des Perles (Chine), une tempête tous les 100 à 150 ans à Funafuti et un taux similaire en Polynésie française, une catégorie 3 ou plus tous les 471 ans sur l'île Sainte-Catherine (Géorgie), 0,3 % chaque année pour une tempête intense dans l'est de Hainan, une tempête tous les 140 à 180 ans au Nicaragua, une tempête intense tous les 200 à 300 ans dans la Grande Barrière de Corail – auparavant, leur taux de récurrence était estimé à un événement fort tous les quelques millénaires – et une tempête d'intensité de catégorie 2 à 4 tous les 190 à 270 ans à Baie Shark en Australie occidentale. Des taux stables ont été constatés pour le golfe du Mexique et la mer de Corail sur des périodes de plusieurs millénaires.
Cependant, il a également été constaté que les taux d’occurrence des cyclones tropicaux mesurés à l’aide de données instrumentales sur une période historique peuvent être très différents du taux d’occurrence réel. Dans le passé, les cyclones tropicaux étaient beaucoup plus fréquents dans la Grande Barrière de Corail et dans le nord du golfe du Mexique qu'aujourd'hui ; dans la baie Apalachee, de fortes tempêtes se produisent tous les 40 ans, et non tous les 400 ans comme le dit les documents historiques. De graves tempêtes à New York se sont produites deux fois en 300 ans et non une fois tous les millénaires ou moins. En général, la région de l'Australie semble être inhabituellement inactive ces derniers temps par rapport aux normes des 550 à 1 500 dernières années, et les archives historiques sous-estiment l'incidence des fortes tempêtes dans le nord-est de l'Australie.

### Fluctuations à long terme
Des variations à long terme de l’activité des cyclones tropicaux ont également été constatées. Le golfe du Mexique a connu une activité accrue entre 3 800 et 1 000 ans avec une multiplication par cinq de l'activité des ouragans de catégorie 4 à 5, et l'activité sur l'île Sainte-Catherine et l'île Wassaw était également plus élevée entre 2 000 et 1 100 ans. Cela semble être une étape d'activité accrue des cyclones tropicaux s'étendant sur la région de New York à Porto Rico, alors que les 1 000 dernières années ont été inactives à la fois là-bas et sur la côte du Golfe. Avant 1400 apr. J.-C., les Caraïbes et le golfe du Mexique étaient actifs tandis que la côte Est des États-Unis était inactive, suivi d'un renversement qui a duré jusqu'en 1675 apr. J.-C. ; dans une interprétation alternative, la côte atlantique des États-Unis et les Caraïbes ont vu faible activité entre 950 apr. J.-C. et 1700 avec une augmentation soudaine vers 1700. Il n'est pas clair si, dans l'Atlantique, l'activité des ouragans est davantage modulée au niveau régional ou à l'échelle du bassin. De telles fluctuations semblent concerner principalement les systèmes cycloniques tropicaux forts, du moins dans l’Atlantique ; les systèmes plus faibles ont un modèle d'activité plus régulier. Des fluctuations rapides sur de courtes périodes ont également été observées.
Dans l'océan Atlantique, l'hypothèse dite de « l'anticyclone des Bermudes » stipule que les changements de position de cet anticyclone peuvent faire alterner les trajectoires des tempêtes entre les atterrissages sur la côte Est et la côte du Golfe, mais aussi au Nicaragua. Les données paléotempestologiques soutiennent cette théorie bien que des découvertes supplémentaires sur Long Island et Porto Rico aient démontré que la fréquence des tempêtes est plus complexe car les périodes actives semblent être en corrélation entre les trois sites. On a déduit qu'un déplacement de l'anticyclone vers le sud s'était produit il y a 3 000 à 1 000 ans et a été lié à la période « d'hyperactivité des ouragans » dans le golfe du Mexique il y a entre 3 400 et 1 000 ans. À l’inverse, une diminution de l’activité des ouragans est enregistrée après le milieu du millénaire et après 1 100, l’Atlantique passe d’un modèle d’activité généralisée à un modèle plus confiné géographiquement. Entre 1 100 et 1 450, les Bahamas et la côte du golfe de Floride ont été fréquemment touchées, tandis qu'entre 1 450 et 1 650, l'activité était plus élevée en Nouvelle-Angleterre. De plus, une tendance vers une trajectoire de tempête plus au nord peut être associée à une forte oscillation de l'Atlantique Nord tandis que le refroidissement néoglaciaire est associé à un déplacement vers le sud. En Asie occidentale, une forte activité en mer de Chine méridionale coïncide avec une faible activité au Japon et vice versa,.

### Rôle des modes climatiques
L'influence des tendances naturelles sur l'activité des cyclones tropicaux a été reconnue dans les enregistrements paléotempestologiques, comme une corrélation entre les trajectoires des ouragans de l'Atlantique et l'activité avec l'état de la ZCIT,, la position du courant de boucle. (pour les ouragans du golfe du Mexique); Oscillation de l'Atlantique Nord; les températures de surface de la mer et la force de la mousson ouest-africaine ; ainsi que l'activité cyclonique australienne et l'oscillation décennale du Pacifique. L’insolation accrue – soit due à l’activité solaire, soit à des variations orbitales – s’est avérée préjudiciable à l’activité des cyclones tropicaux dans certaines régions. Au cours du premier millénaire apr. J.-C., des températures de surface de la mer plus chaudes dans l'Atlantique ainsi que des anomalies plus restreintes pourraient être responsables d'une plus forte activité cyclonique régionale. La dépendance de l'activité des cyclones tropicaux au mode climatique peut être plus prononcée dans les régions tempérées où les cyclones tropicaux trouvent des conditions moins favorables.
Parmi les modes climatiques connus qui influencent l'activité des cyclones tropicaux dans les enregistrements paléotempestologiques figurent les variations de phase ENSO, qui influencent l'activité des cyclones tropicaux en Australie et dans l'Atlantique, mais aussi leur trajectoire, comme cela a été noté pour les typhons,,,. Des corrélations mondiales plus générales ont été trouvées, comme une corrélation négative entre l'activité des cyclones tropicaux au Japon et l'Atlantique Nord et une corrélation entre l'Atlantique et l'Australie d'une part et entre l'Australie et la Polynésie française d'autre part.

### Influence des variations de température à long terme
L'effet des variations climatiques générales a également été constaté. Les trajectoires des ouragans et des typhons ont tendance à se déplacer vers le nord (par exemple dans la baie de l'Amour) pendant les périodes chaudes et vers le sud (par exemple dans le sud de la Chine) pendant les périodes froides,, des schémas qui pourraient être reliés aux changements dans les anticyclones subtropicaux. Ces schémas (déplacement vers le nord avec réchauffement) ont été observés comme conséquence du réchauffement climatique induit par l'homme et de la fin du Petit Âge Glaciaire mais aussi après des éruptions volcaniques (déplacement vers le sud avec refroidissement); certaines éruptions volcaniques ont été liée à une diminution de l'activité des ouragans, bien que cette observation ne soit pas universelle.
La période froide de l'âge des ténèbres a été associée à une diminution de l'activité au large du Belize. Initialement, l'anomalie climatique médiévale présentait une activité accrue à travers l'Atlantique, mais l'activité a ensuite diminué le long de la côte Est des États-Unis. Au cours de la période allant de 1350 à aujourd'hui dans le Petit Âge Glaciaire, il y a eu des tempêtes plus nombreuses mais plus faibles dans le golfe du Mexique tandis que l'activité des ouragans n'a pas diminué dans l'ouest de Long Island. Les eaux plus froides peuvent avoir entravé l'activité des cyclones tropicaux dans le golfe du Mexique pendant le Petit Âge Glaciaire. L'augmentation de l'activité des ouragans au cours des 300 dernières années dans les Caraïbes peut également être liée au Petit Âge Glaciaire. Le Petit Âge Glaciaire a peut-être été accompagné de tempêtes plus nombreuses mais plus faibles dans la mer de Chine méridionale par rapport aux périodes précédentes ou suivantes,.
La réponse des cyclones tropicaux au futur réchauffement climatique présente un grand intérêt. L'optimum climatique holocène n'a pas induit d'augmentation des frappes de cyclones tropicaux dans le Queensland et les phases d'activité cyclonique plus élevée sur la côte du Golfe ne sont pas associées au réchauffement climatique; cependant, le réchauffement a été corrélé à l'activité des typhons dans le golfe de Thaïlande et réchauffement marin avec l'activité des typhons dans la mer de Chine méridionale, augmentation de l'activité des ouragans au Belize (qui a augmenté pendant la période chaude médiévale) et au cours du Mésozoïque lorsque le dioxyde de carbone a provoqué des épisodes de réchauffement tels que l'événement anoxique toarcien.

### Séquelles des cyclones tropicaux
Une corrélation entre les frappes d'ouragans et les incendies de forêt ultérieurs[161] et les changements de végétation a été notée dans les archives paléotempestologiques de l'Alabamien et de Cuba. Sur l'île Sainte-Catherine, l'activité culturelle a cessé au moment de l'augmentation de l'activité des tempêtes, et la colonisation Taino des Bahamas et l'expansion polynésienne à travers le Pacifique peuvent avoir été corrélées à une diminution de l'activité des cyclones tropicaux. La modification des rapports isotopiques de l'oxygène induite par les cyclones tropicaux peut masquer les variations des rapports isotopiques causées par d'autres phénomènes climatiques, qui peuvent ainsi être mal interprétées.
D'un autre côté, l'effondrement des Mayas classiques peut ou non coïncider avec, et avoir été causé par, une diminution de l'activité des cyclones tropicaux,. Les cyclones tropicaux jouent un rôle important dans la prévention des sécheresses dans le sud-est des États-Unis. La paléotempestologie a trouvé des preuves que les typhons Kamikaze qui ont empêché les invasions mongoles du Japon existaient effectivement.

### Autres modèles
Les sites des Bahamas montrent des tempêtes plus fortes dans le nord des Bahamas que dans le sud, probablement parce que les tempêtes approchant du sud des Bahamas sont déjà passées par les Grandes Antilles et y ont perdu une grande partie de leur intensité. Les conditions atmosphériques favorables à l'activité des cyclones tropicaux dans la « principale région de développement » de l'Atlantique sont corrélées à des conditions défavorables le long de la côte Est. L'anti-corrélation entre l'activité du Golfe du Mexique et des Bahamas avec l'activité de la côte Est des États-Unis peut être due au fait que les saisons d'ouragans actives - qui tendent à accroître l'activité des tempêtes dans le premier - sont accompagnées de conditions climatologiques défavorables le long de la côte Est.

## Problèmes
Les reconstructions paléotempestologiques sont soumises à un certain nombre de limitations, notamment la présence de sites adaptés à l'obtention d'enregistrements paléotempestologiques, des changements dans les propriétés hydrologiques du site dus par ex. l'élévation du niveau de la mer qui augmente la sensibilité aux tempêtes plus faibles et aux « faux positifs » provoqués par exemple par des inondations liées aux cyclones non tropicaux, au vannage des sédiments, au transport entraîné par le vent, aux marées, aux tsunamis, à la bioturbation et les tempêtes non tropicales telles que le Nor'Easters ou la tempête hivernale, ces dernières se traduisant cependant généralement par des surcotes plus faibles. En particulier, les tsunamis constituent un problème pour les études paléotempestologiques dans l'océan Indien et l'océan Pacifique; une technique qui a été utilisée pour différencier les deux est l'identification de traces de ruissellement qui se produisent pendant les tempêtes mais pas pendant les tsunamis. Les enregistrements paléotempestologiques côtiers sont basés sur les ondes de tempête et ne reflètent pas toujours la vitesse du vent, par exemple lors de tempêtes importantes et lentes.
Le monde entier n’a pas été étudié avec des méthodes paléotempestologiques ; parmi les endroits ainsi étudiés figurent le Belize, les Carolines d'Amérique du Nord, les côtes nord du golfe du Mexique, le nord-est des États-Unis (dans une moindre mesure) les îles du Pacifique Sud et l'Australie tropicale. À l’inverse, la Chine, Cuba, la Floride, Hispaniola, le Honduras, les Petites Antilles et l’Amérique du Nord au nord du Canada font l’objet de peu de recherches. La présence d'institutions de recherche actives en paléotempestologie et de sites appropriés pour la recherche paléotempestologique et l'arrivée des cyclones tropicaux peuvent influencer la décision d'un endroit donné de faire l'objet de recherches ou non. Dans l'océan Atlantique, la recherche s'est concentrée sur les régions où les ouragans sont fréquents plutôt que sur les zones plus marginales.
Les enregistrements de la paléotempestologie enregistrent principalement l'activité au cours de l'Holocène et ont tendance à enregistrer principalement les tempêtes catastrophiques, car ce sont celles qui sont les plus susceptibles de laisser des traces. De plus, depuis 2017, peu d'efforts ont été déployés pour créer des bases de données complètes de données paléotempestologiques ou pour tenter des reconstructions régionales à partir de résultats locaux. Différents sites ont des seuils d'intensité différents et capturent ainsi différentes populations de tempêtes, et la même couche peut être provoquée par l'atterrissage d'une tempête plus faible plus proche du site ou par l'atterrissage à une plus grande distance d'une tempête plus forte.
En outre, les enregistrements paléotempestologiques, en particulier ceux des inondations dans les marais, sont souvent très incomplets et présentent une géochronologie douteuse. Les mécanismes de dépôt sont mal documentés et il est souvent difficile de savoir comment identifier les dépôts de tempête. L'ampleur des dépôts excessifs est fondamentalement fonction de la hauteur de l'onde de tempête, qui n'est cependant pas fonction de l'intensité de la tempête. Les dépôts de débordement sont régulés par la hauteur de la barrière débordée et on ne peut pas s'attendre à ce qu'elle reste stable dans le temps; des cyclones tropicaux eux-mêmes ont été observés érodant ces barrières et cette hauteur de barrière diminue (par exemple à cause de l'érosion des tempêtes ou l'élévation du niveau de la mer) peut induire une augmentation parasite des dépôts de cyclones tropicaux au fil du temps. Les dépôts successifs de débordement peuvent être difficiles à distinguer et ils sont facilement érodés par les tempêtes ultérieures. Les dépôts de tempête peuvent varier fortement même à une courte distance du point d'arrivée des cyclones tropicaux, même sur quelques dizaines de mètres, et les changements dans l'activité des cyclones tropicaux enregistrés sur un site pourraient simplement refléter la nature stochastique des cyclones tropicaux touchant les terres. En particulier, dans les principales régions d'activité des cyclones tropicaux, les variations météorologiques plutôt que les modes à grande échelle peuvent contrôler l'activité des cyclones tropicaux.

## Application aux tempêtes non tropicales
La recherche paléotempestologique a été principalement menée dans les régions de basse latitude, mais des recherches sur l'activité des tempêtes passées ont été menées dans les îles britanniques, en France et en Méditerranée. Une augmentation de l'activité des tempêtes sur la côte atlantique européenne a été notée entre 1350 et 1650 apr. J.-C., entre 250 et 850 apr. J.-C., entre 950 et 550 apr. J.-C., entre 1550 et 1350 av. J.-C., entre 3550 et 3150 av. J.-C. et entre 5750 et 5150 av. J.-C.. Dans le sud de la France, un taux de récurrence de 0,2 % par an des tempêtes catastrophiques a été déduit depuis 2 000 ans.
Les enregistrements de tempêtes indiquent une activité accrue des tempêtes pendant les périodes plus froides telles que le petit âge glaciaire, l'âge sombre médiéval et l'époque froide de l'âge du fer. Pendant les périodes froides, l'augmentation des gradients de température entre les régions polaires et les régions de basse latitude augmente l'activité des tempêtes baroclines. Les changements dans l'oscillation nord-atlantique peuvent également jouer un rôle.
Au cours du dernier millénaire, le recoupement de données sédimentologiques avec des archives historiques a également mis en évidence en Europe occidentale les tempêtes intenses de 1351-1352, 1469, 1645, 1711 et 1751, qui ont causé des dommages sérieux et des submersions durables le long d'une grande partie du littoral européen.

### Lectures complémentaires
- (en) James B. Elsner et Kara, A. Birol, Hurricanes of the North Atlantic: Climate and Society, New York, Oxford University Press, 1999, 49–51, 378 (ISBN 978-0-19-512508-5, lire en ligne )
- (en) Yun Huang, « Sediment records of modern and prehistoric hurricane strikes in Weeks Bay, Alabama », LSU Master's Theses,‎ 1er janvier 2009 (DOI 10.31390/gradschool_theses.1922 , S2CID 135330841, lire en ligne)
- (en) Devyani Kar, « Integration of paleotempestology with coastal risk and vulnerability assessment: case studies from the Dominican Republic and Nicaragua », LSU Doctoral Dissertations,‎ 1er janvier 2010 (DOI 10.31390/gradschool_dissertations.2009 , S2CID 134409924, lire en ligne)
- (en) Jason Knowles, « Coastal lake-sediment records of prehistoric hurricane strikes in Honduras and Turks and Caicos Islands of the Caribbean basin », LSU Master's Theses,‎ 1er janvier 2004 (DOI 10.31390/gradschool_theses.3433 , S2CID 134921929, lire en ligne)
- (en) Kam-biu Liu et Liu, Kam-biu, Hurricanes and Typhoons: Past, Present, and Future, New York, Columbia University Press, 2004, 13–57 p. (ISBN 978-0-231-12388-4), « Paleotempestology: Principles, Methods, and Examples from Gulf Coast Lake Sediments »
- (en) Kam-biu Liu, « Paleotempestology », dans Encyclopedia of Quaternary Science, vol. 3, Amsterdam, Elsevier, 2007, 1978–1986 p. (ISBN 978-0-444-51922-1)
- (en) Jonathan Nott, « Palaeotempestology: the study of prehistoric tropical cyclones—a review and implications for hazard assessment », Environment International, vol. 30, no 3,‎ 2004, p. 433–447 (PMID 14987874, DOI 10.1016/j.envint.2003.09.010)
- (en) Andrew C. Revkin, « Experts Unearth a Stormy Past », The New York Times,‎ 24 juillet 2001 (lire en ligne)
- (en) Jonathan Nott, « Palaeotempestology: the study of prehistoric tropical cyclones—a review and implications for hazard assessment », Environment International, vol. 30, no 3,‎ 2004, p. 433–447 (PMID 14987874, DOI 10.1016/j.envint.2003.09.010)